# Хижин

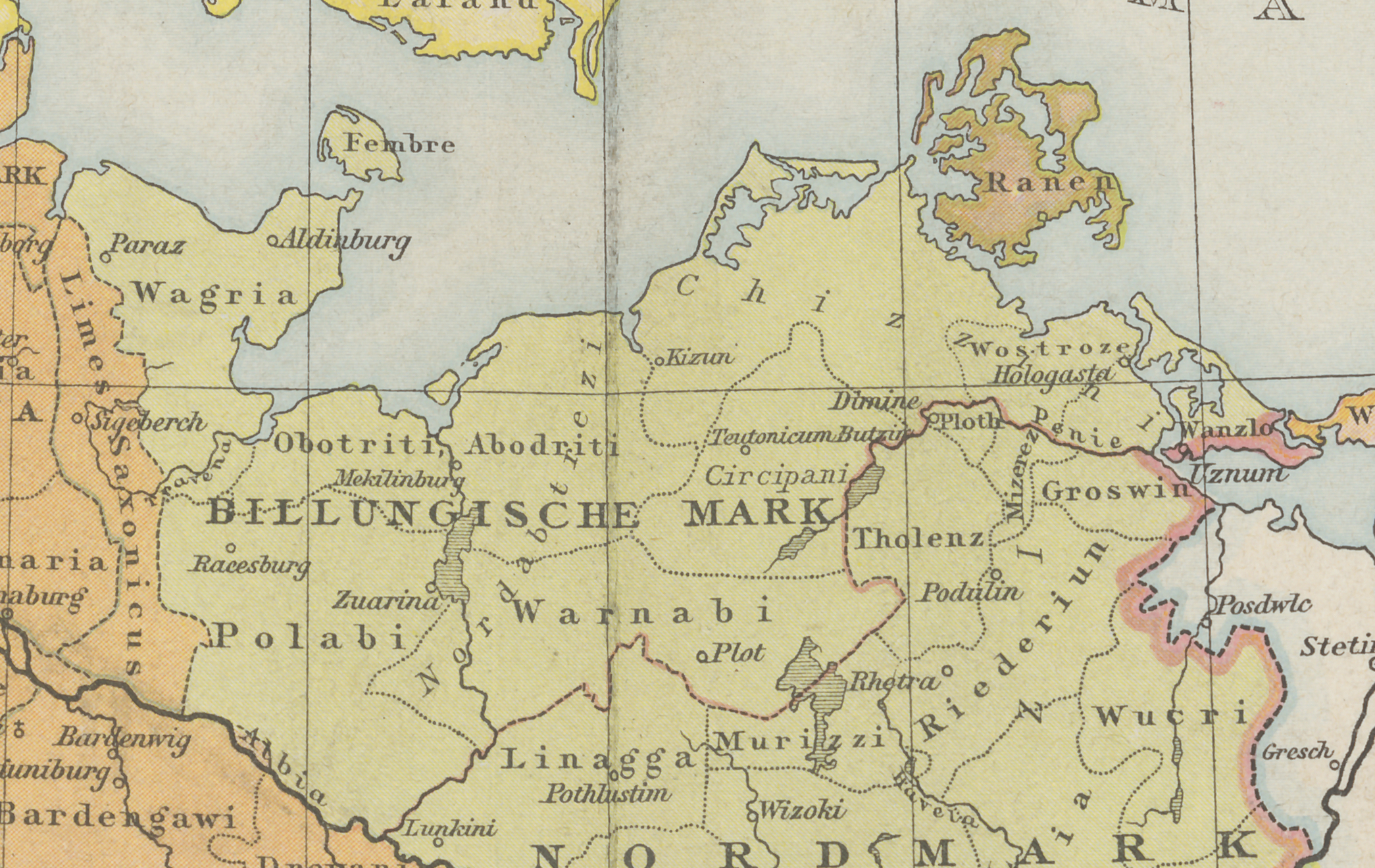
Хижин (Kizun) на карте земель полабских славян

Хижин (нем. Kessin, Kizun) — упоминаемый в летописных источниках в 1121 году главный город-крепость племени хижане полабских славян, состоявшее в союзе лютичей.
Был расположен в долине реки Вороны (ныне Варнов) на территории современного Кессина земли Мекленбург-Передняя Померания Германии.
Оборонительную роль города в конце XII века принял на себя Росток. Городище было полностью уничтожено.